# Lytta scituloides
Lytta scituloides är en skalbaggsart som beskrevs av Nils Sten Edvard Selander 1960. Lytta scituloides ingår i släktet Lytta och familjen oljebaggar. Inga underarter finns listade i Catalogue of Life.